# Thorpe-le-Willows
Thorpe-le-Willows var en civil parish från 1866 till 1986 då den blev en del av Ampleforth, i grevskapet North Yorkshire, i England. Civil parish var belägen 25 km från York och hade 13 invånare år 1971. Byn nämndes i Domedagsboken (Domesday Book) år 1086.